# 東岡崎站
東岡崎站（日语：／ Higashi-okazaki eki */?）是位於愛知縣岡崎市明大寺本町，名古屋鐵道（名鐵）的名古屋本線車站。車站編號為NH13。此站與JR岡崎站相比，此站較接近市政廳和岡崎城，與市中心自成一角。

## 歷史
此站於1923年啟用，當時已經是在岡崎市市中心的位置，車站旁設有巴士總站，使成為岡崎的交通樞紐。

### 年表
- 1923年（大正12年）

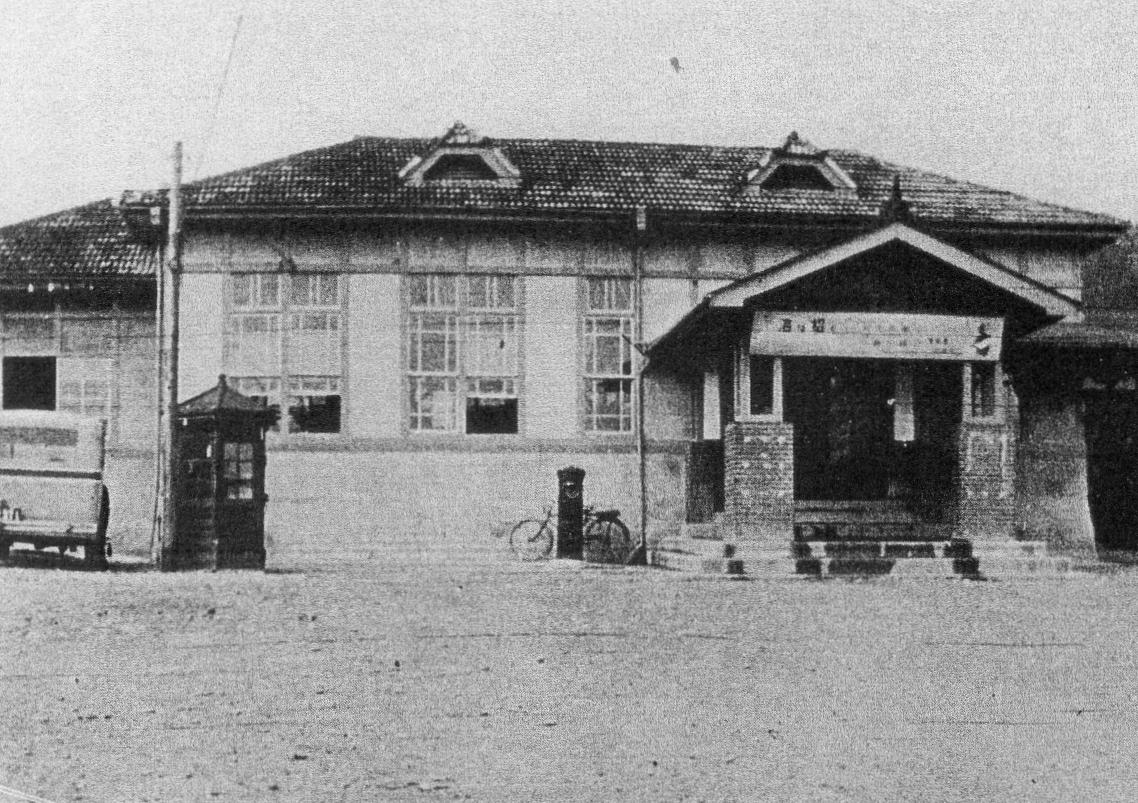
第一代車站大樓（1940年）

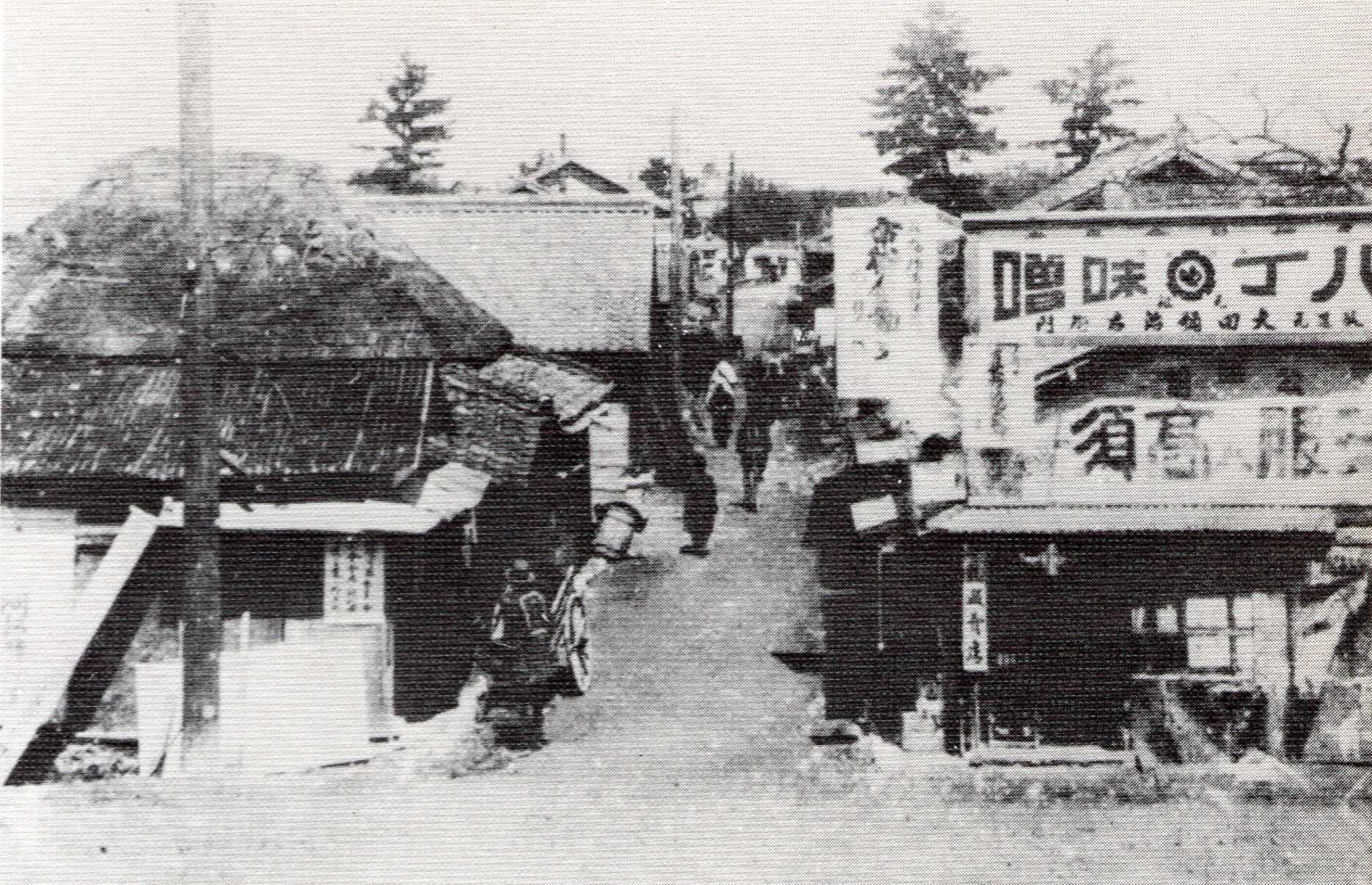
東岡崎站望向明代橋方向（1926年）

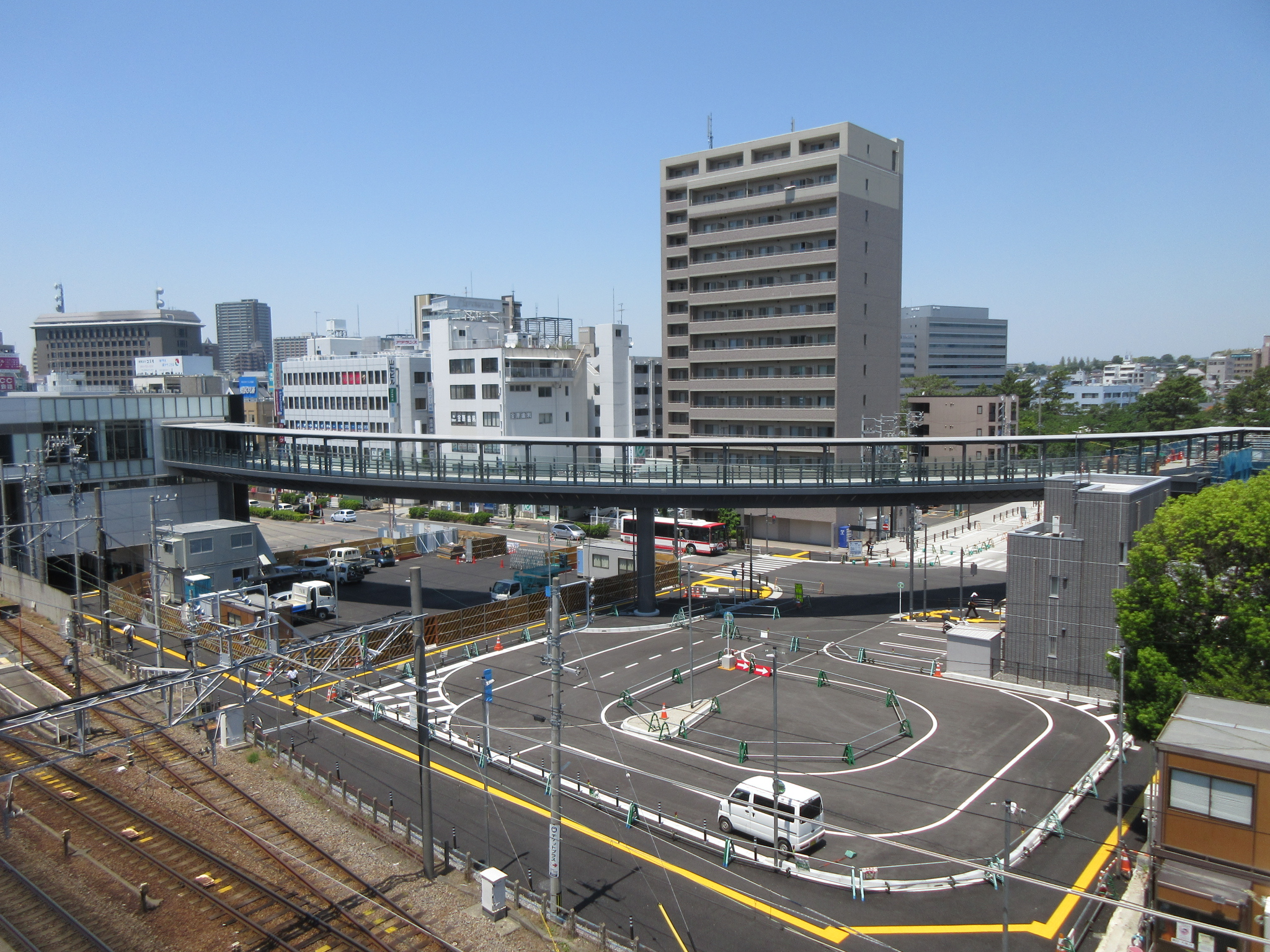
建設中的站前行人天橋（2019年5月）

  - 8月8日 - 愛知電氣鐵道（日语：愛知電気鉄道）西岡崎至此站開通，此站啟用。當時此站旁邊已經設有岡崎電氣軌道（後來為岡崎市內線）是字寺站。
  - 12月頃 - 岡崎電氣軌道是字寺站改名為愛電前站。
- 1927年（昭和2年）7月19日 - 岡崎電氣軌道合併至三河鐵道。
- 1935年（昭和10年）8月1日 - 名岐鐵道與愛知電氣鐵道合併，成為名古屋鐵道車站。
- 1941年（昭和16年）6月1日 - 三河鉄道合併至名古屋鐵道（愛電前站當時已經改名為東岡崎站前站）。
- 1958年（昭和33年） - 在開業以來的木造車站大樓重建，車站大廈竣工[1]。
- 1962年（昭和37年）6月17日 - 岡崎市內線廢止，東岡崎站前站同時廢止，使車站不再成為轉乘站。
- 1982年（昭和57年）9月30日 - 終止貨物營業[2]。
- 1983年（昭和58年）10月1日 - 車站大廈重建完成[3]。
- 1985年（昭和60年）12月28日 - 新設上行待避線[4]。
- 1989年（平成元年）12月25日 - 地下車站大樓與南北公眾通道落成[5]。設置自動閘機[6]。
- 1992年（平成4年）7月31日 - 車站大廈南館竣工[7]。
- 2004年（平成16年）9月15日 - 車站可以使用交通儲值卡「Trans Pass（日语：トランパス (交通プリペイドカード)）」[8]。
- 2009年（平成21年）12月 - 開始建設上行線月台的升降機工程。
- 2010年（平成22年）12月24日 - （部分）連接跨站式站房的升降機開始使用。
- 2011年（平成23年）
  - 2月11日 - 車站可以使用「manaca」IC卡。
  - 7月21日 - 橋上東出口的閘口工程開始。
- 2012年（平成24年）2月29日 - 交通儲值卡「Trans Pass」的服務終止，此站也不可使用其儲值卡。
- 2013年（平成25年）4月1日 - 橋上閘口開始使用。
- 2019年（令和元年）
  - 6月3日 - 東出口一般車上下客區與迴旋路（部分設施）開始使用[9][10]。
  - 11月2日 - 東出口的行人天橋開始使用[11][12]。

### 東岡崎站周邊地區發展項目
在2005年（平成17年）2月20日，UNY東岡崎店結業。由此，在同年2月15日由當地居民與商店街的商人結成的東岡崎站周邊發展研究懇談會成立。該懇談會，在經過1年間的議論製作了報告書，並在2006年（平成18年）3月31日向岡崎市長提出。
岡崎市在2006年（平成18年）7月7日起，根據需要舉行東岡崎站交通節點發展檢討會。在2008年（平成20年）3月，發表了東岡崎交通節點發展基本計劃。當中包括車站加設跨站式站房，在北出口的西邊和東邊2處建設行人天橋，以及在新車站大廈地面建設巴士總站。但是在建設行人天橋會使有壓迫感，另外也會使車站前面變得較暗，這些反對意見使基本計劃受到錯折。因此，從站前廣場北邊至站前道路只剩下1條道路，只提出改善方案以確保交叉口順暢。
2013年（平成25年）4月1日，橋上東出口閘口開始使用。
2014年（平成26年）8月28日，岡崎市發表建設從東閘口起往東北方向的行人天橋。
2019年（令和元年）11月2日，廣場名為「明大寺交通廣場」，並放置高9.5米的德川家康銅像。而行人天橋會連接上明大寺町2丁目14番地的土地，該處會由岡崎市進行「北東街區有放活用項目」。在該處會設有綜合商業設施「OTO RIVERSIDE TERRACE」。

## 車站名稱
在1923年，愛知電氣鐵道在岡崎建設時，在岡崎市內的乙川西邊名為西岡崎站（現時為岡崎公園前站），在東邊為東岡崎站，共設有2站。後來西岡崎站改名為岡崎公園前站。另外，雖然此站位於市中心，但是此站仍被稱為東岡崎站。更會簡稱，在車站周邊地區發展項目中的公關媒體也會使用該簡稱。

## 車站構造

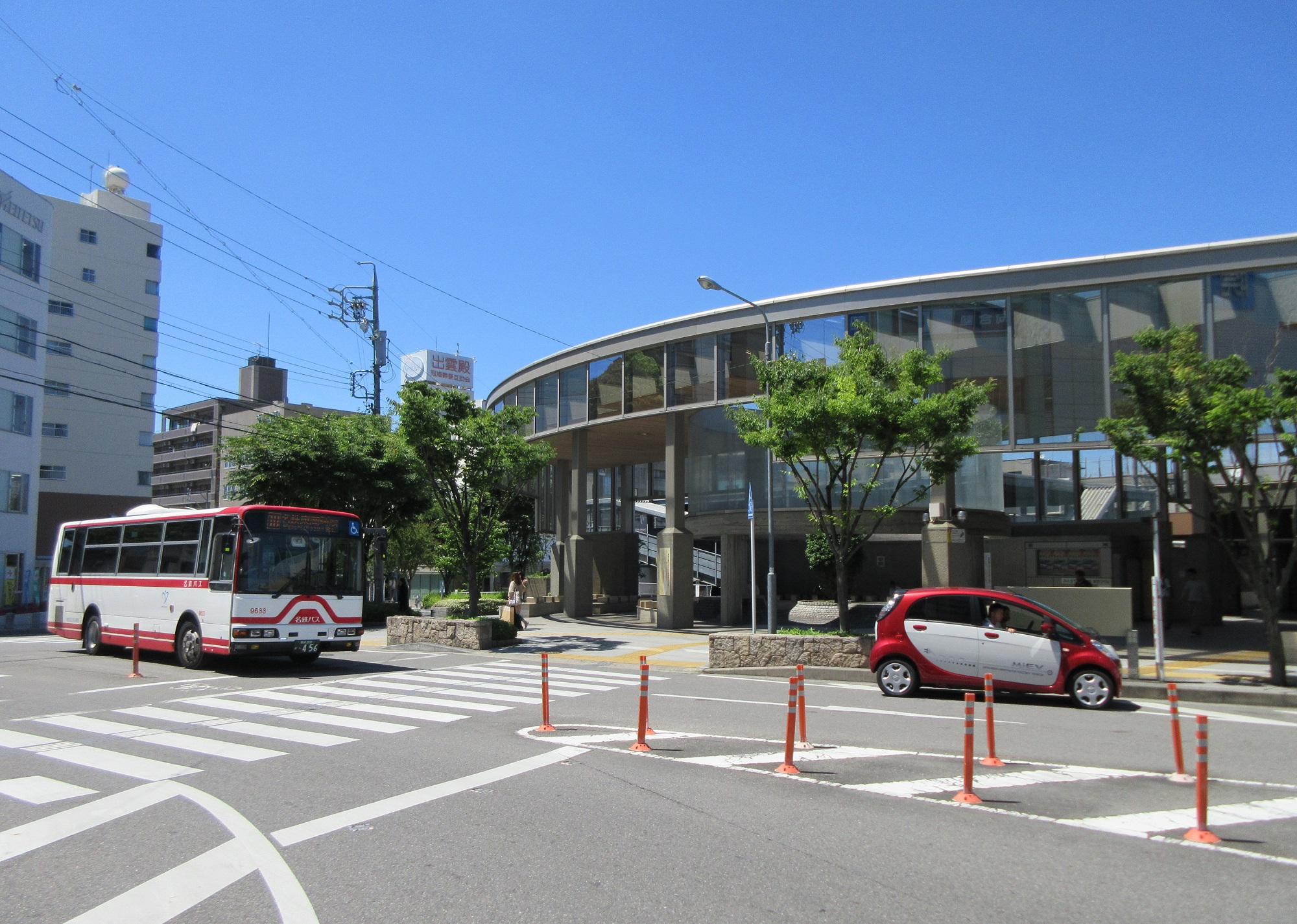
南出口

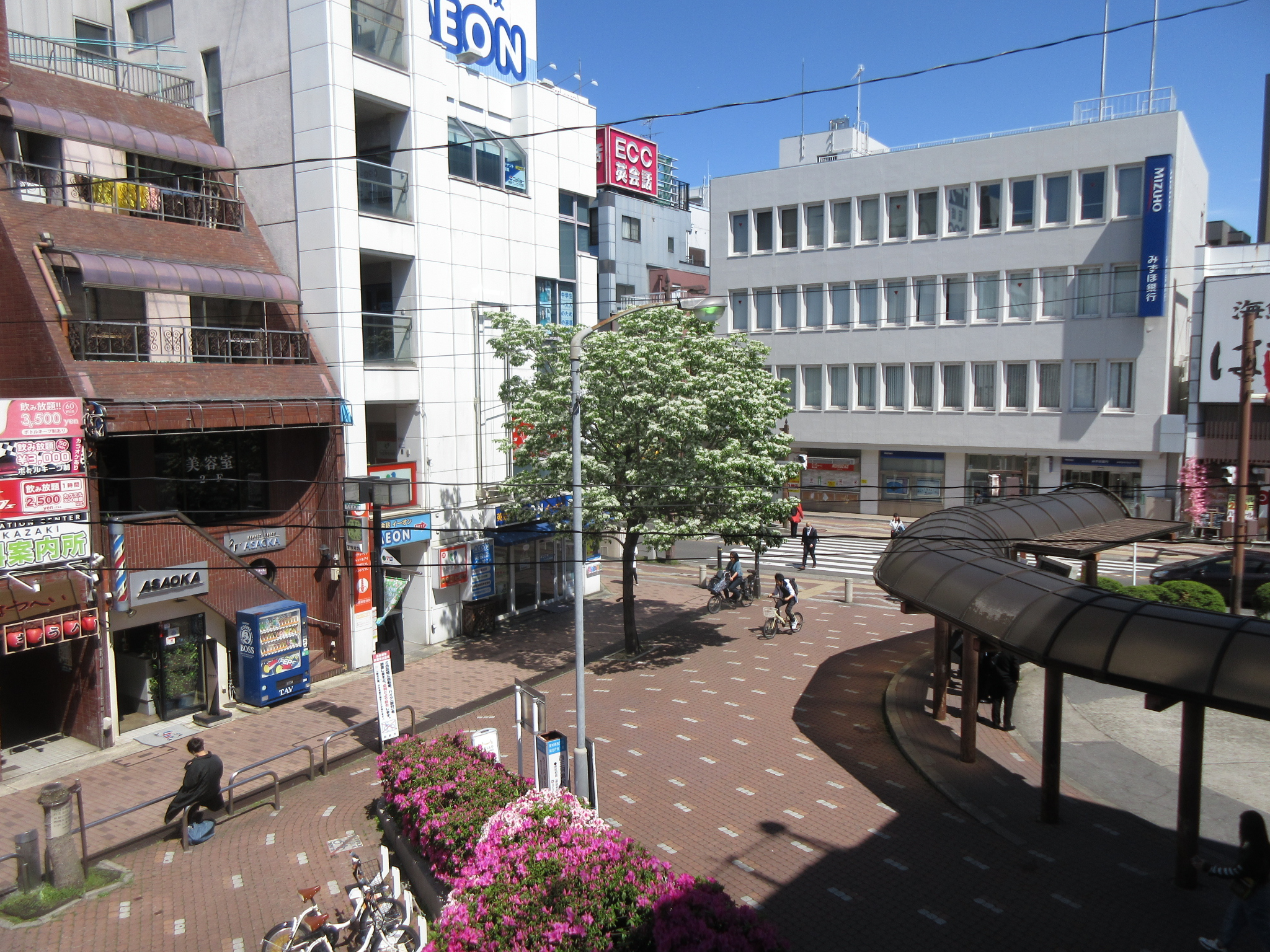
北出口

車站為地面車站，設有2面4線的島式月台。此設有跨站式站房。由於地形關係，車站西邊為高架的。閘口設在地下1處和橋上車站大樓內1處，合共2處。出口設有在地下閘口的北出口和地下閘口的南出口，以及橋上車站大樓的出口，共3處。南出口在JR成立後的1989年，把地下通道延長。
車站月台比較狹窄，特別在早上繁忙時間中，名古屋方向的月台會擁滿了乘客。在名古屋方向的月台上設有商店，但於2008年10月結業，變成自動販賣機區。在2006年2月1日，閘口正面設有觀光資訊中心。
| 月台 | 路線       | 上下行 | 方向                                 | 備註   |
| ---- | ---------- | ------ | ------------------------------------ | ------ |
| 1    | 名古屋本線 | 下行   | 金山、名鐵名古屋站\|名鐵名古屋]]方向 | 副本線 |
| 2    | 名古屋本線 | 下行   | 金山、名鐵名古屋站\|名鐵名古屋]]方向 | 本線   |
| 3    | 名古屋本線 | 上行   | 豐橋、豐川稻荷方向                   | 本線   |
| 4    | 名古屋本線 | 上行   | 豐橋、豐川稻荷方向                   | 副本線 |

4號月台於1985年新設，在之前1號月台會作為上下副本線。現時，上行線可繼續進出1號月台。此外，上行線名古屋一方可進出2號月台，但是由於沒有出發信號機，因此不能向豐橋一方出發。現時，上行列車不會在下行月台出發，但是在深夜時段，上行以此站為終點站的列車會使用下行月台。
上行營業列車若在此站折返時，在上行月台下客後，會繼續駛往豐橋一方的本線引上線，然後折返經渡線前往下行月台。此外，從名古屋或豐橋方向的列車可經單向渡線進入豐橋一方的3、4號月台，但是不可從3、4號月台前往名古屋方向。
1號月台在名古屋一方設有1條留置線(只可容納4卡車廂)，供在從站出發的列車使用，或下行列車增加車廂使用。
此站長年的月台顯示牌都是使用機械翻頁顯示式。在2010年12月8日改用全彩LED2行顯示牌作為月台顯示牌。並設置於閘口與月台上。在12月23日起開始使用。同時，2號月台的乘車位置資訊撤走。另外在車站自動廣播中，近年名鐵在主要車站開始以「類別、目的地」方法順序讀出列車資訊。
在2010年12月24日，跨站式站房開始使用。在月台上的升降機不是連接地下閘口，而是連接於跨站式站房的東閘口。跨站式站房只有北邊的出口。在跨站式站房的東閘口是沒有車站職員當值，但設有觸控面板自動售票機（可購買μ-Ticket）。
在新設4號月台前，普通列車的系統與運用上在此站為分界線。在1號月台中，可經常看見兩方向的2列列車同時停站和等待出發。
北出口的車站大廈是在1958年（昭和33年）建造。在第2和3層是岡大廈百貨店。

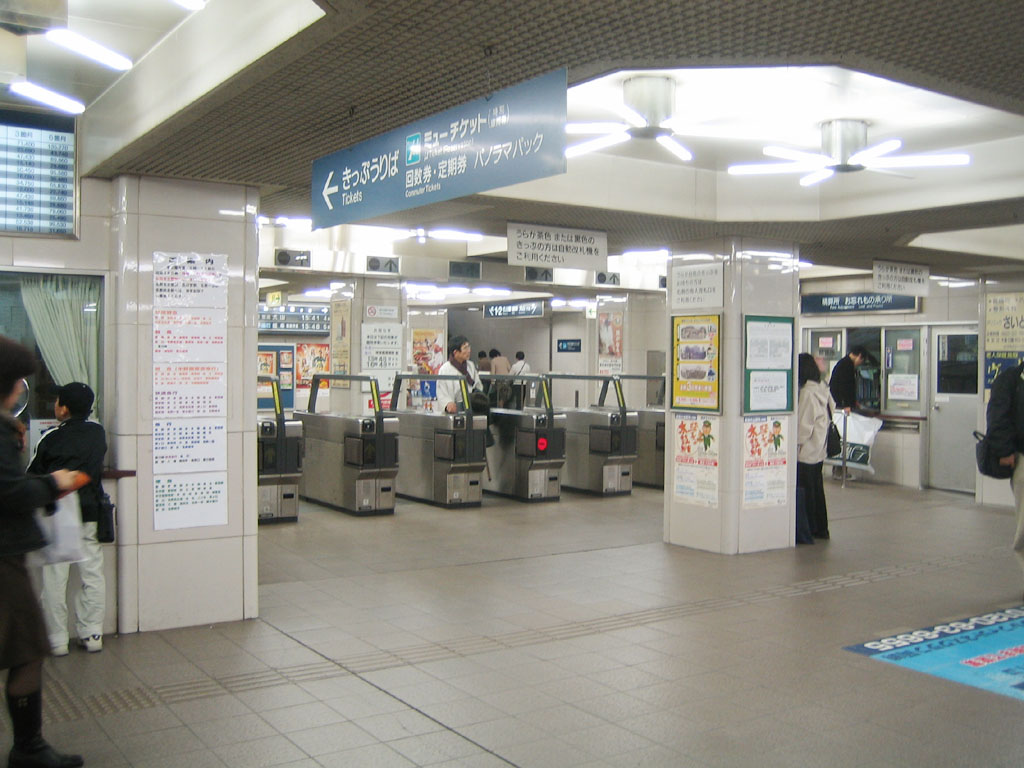
閘口
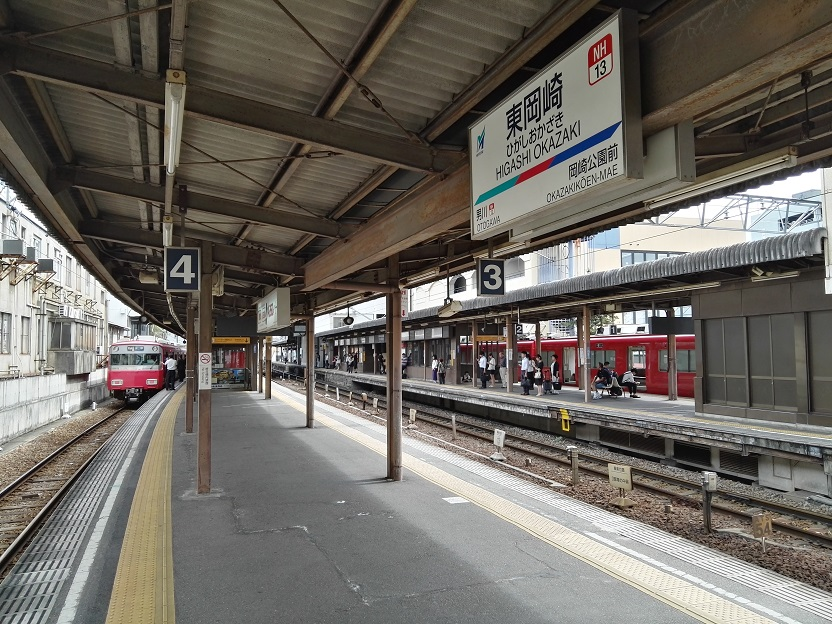
月台
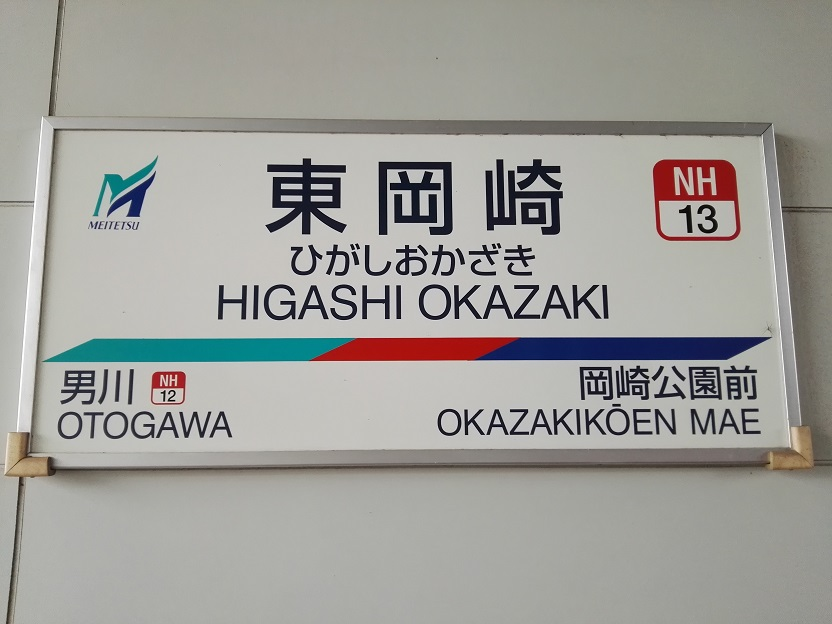
站名牌
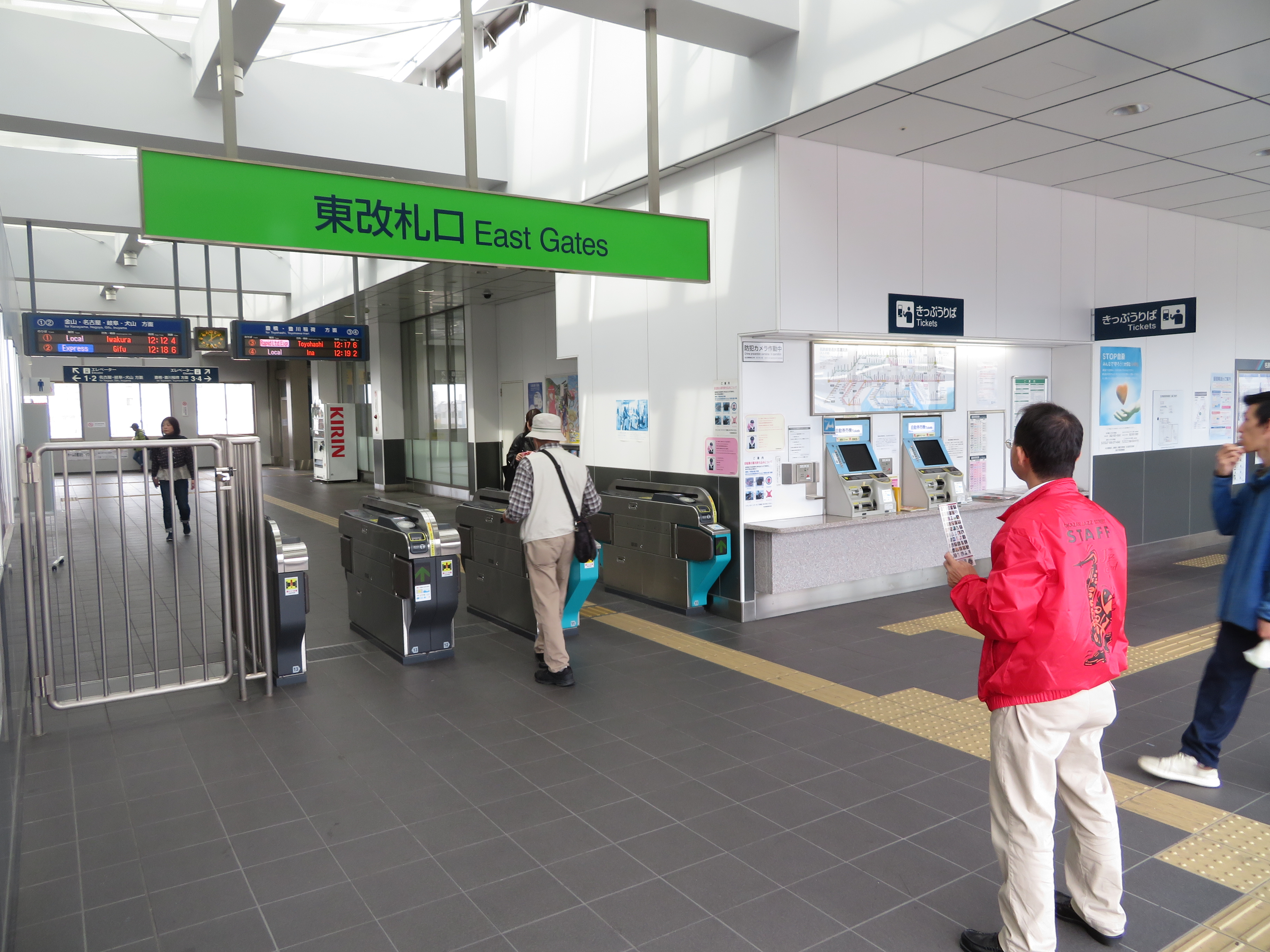
東閘口

### 配線圖
| ← 豊橋方向      | 東岡崎站 站內配線略圖 | → 知立、 名古屋方向 |
| 图例 参考文献： |                       |                     |

## 利用狀況

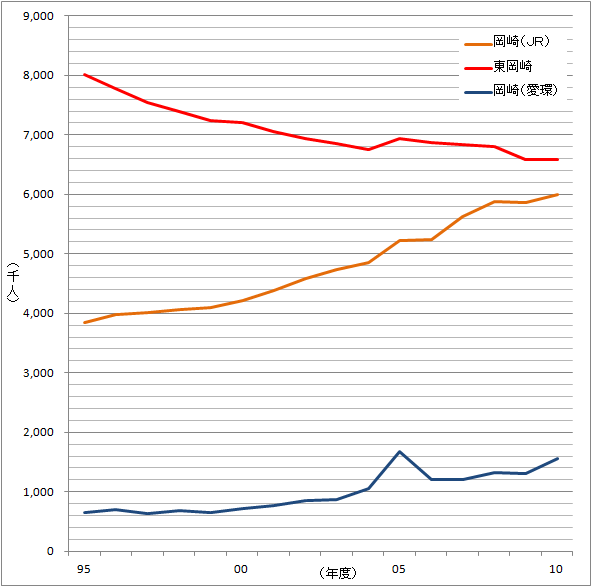
東岡崎站（紅線）與岡崎站（橙、藍線）的乘車人次變化（愛知統計年鑑數據）

- 在中提及在2013年度，當時1日平均上下車人次為37,583人，為名鐵所有車站（275站）排名第4，名古屋本線（60站）中排名第3[30]。
- 在中提及在1992年度，當時1日平均上下車人次為47,500人，為除岐阜市內線均一車費區間內各站（岐阜市內線、田神線、美濃町線徹明町站至琴塚站之間）外名鐵所有車站（342站）中排名第6，名古屋本線（61站）排名第5[31]。
- 在中提及在1981年度，當時1日平均上下車人次為45,86人，為名鐵所有車站中排名第6[32]。
- 在中提及在1960年度，當時1日平均上下車人次為31,523人，在1963年度升至41,645人[33]。
- 根據岡崎市統計門戶網站，以下為近年1日平均上車和下車人次列表：

| 年度               | 上車人次 | 下車人次 | 上下車人次 |
| ------------------ | -------- | -------- | ---------- |
| 2005年（平成17年） | 18,997   | 19,132   | 38,129     |
| 2006年（平成18年） | 18,827   | 18,993   | 37,820     |
| 2007年（平成19年） | 18,678   | 18,861   | 37,539     |
| 2008年（平成20年） | 18,624   | 18,794   | 37,418     |
| 2009年（平成21年） | 18,190   | 18,337   | 36,527     |
| 2010年（平成22年） | 18,201   | 18,331   | 36,552     |
| 2011年（平成23年） | 18,213   | 18,445   | 36,658     |
| 2012年（平成24年） | 18,366   | 18,566   | 36,932     |
| 2013年（平成25年） | 18,689   | 18,894   | 37,583     |
| 2014年（平成26年） | 18,541   | 18,712   | 37,253     |
| 2015年（平成27年） | 19,095   | 19,289   | 38,384     |
| 2016年（平成28年） | 19,442   | 19,626   | 39,068     |
| 2017年（平成29年） | 19,742   | 19,933   | 39,675     |

在名鐵車站中，值次於名鐵名古屋站、金山站和榮町站，使用人次為第4多。在名鐵在名古屋市以外的車站中，最多人使用的車站。

## 時間表
除了普通列車部分運輸系統外，此站為分界點。從名古屋方向的列車中，有一半（毎小時2班）到達此站後會改變列車編號並繼續向國府方向行駛。逆方向中，從國府方向的所有列車（毎小時2班）會在此站改變列車編號並繼續向名古屋方向行駛。而其餘從名古屋方向的列車（毎小時2班）會在東岡崎站折返。
截至2013年的時間表中，設有以下列車組合進行緩急接續：
- 快速特急往豐橋與普通往伊奈
- 特急往豐橋或急行（準急）往豐川稻荷與普通以此為總站
- 急行往岐阜或快速特急往新鵜沼與普通往犬山（豐明）
- 急行往一宮或特急往岐阜與普通往岩倉（下午2時時段後）

## 車站周邊

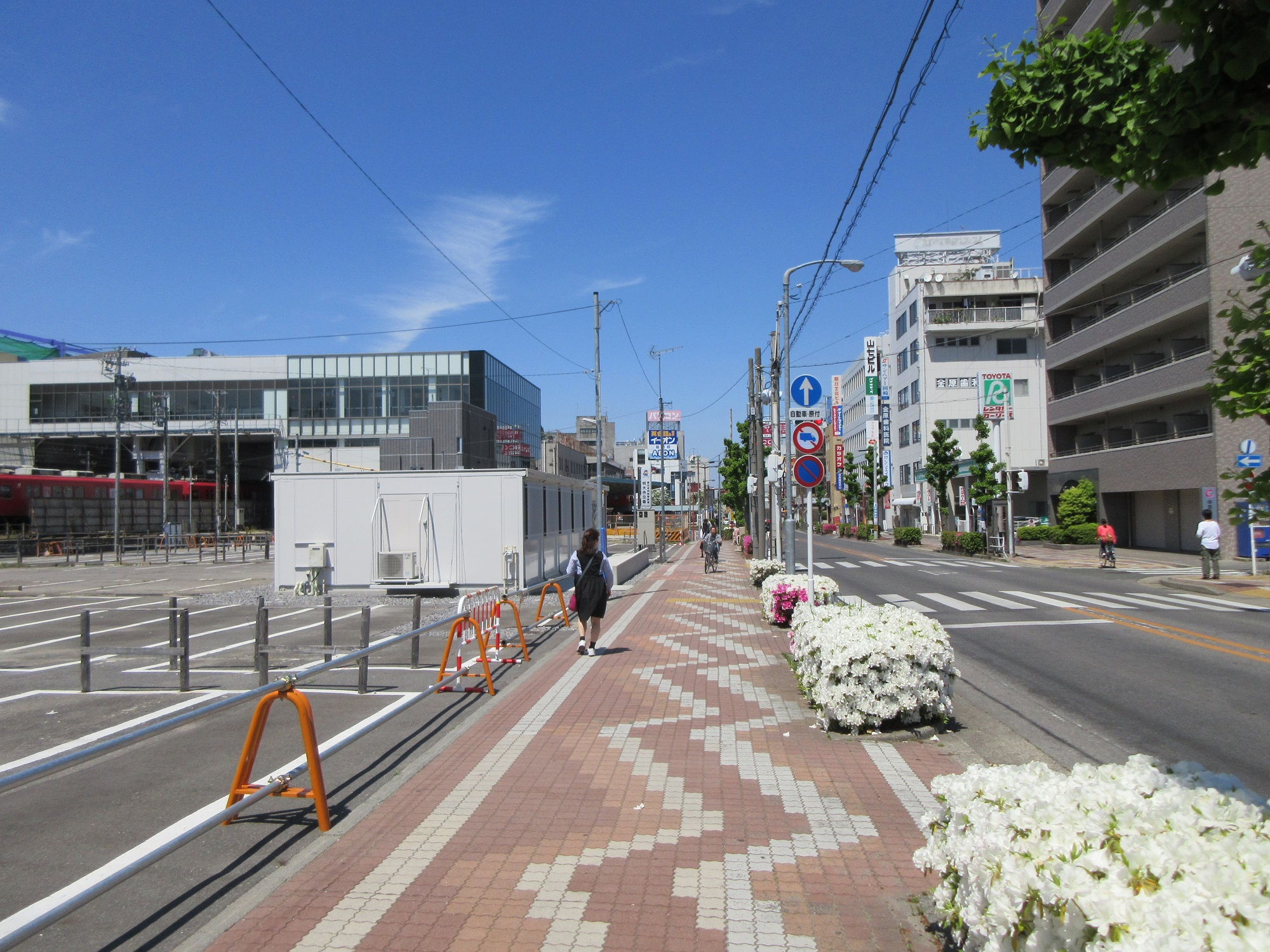
東岡崎站前通

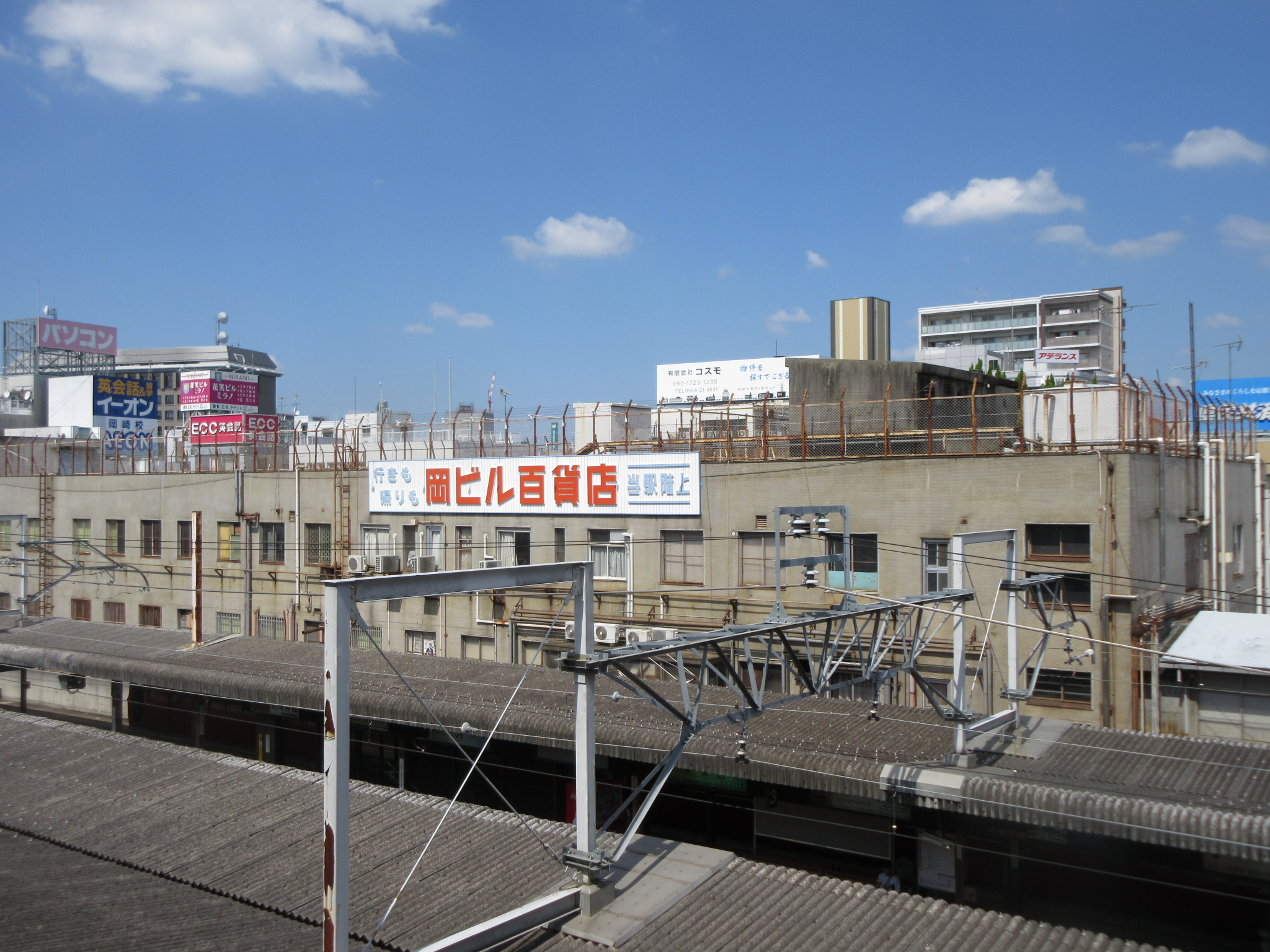
岡大廈百貨店

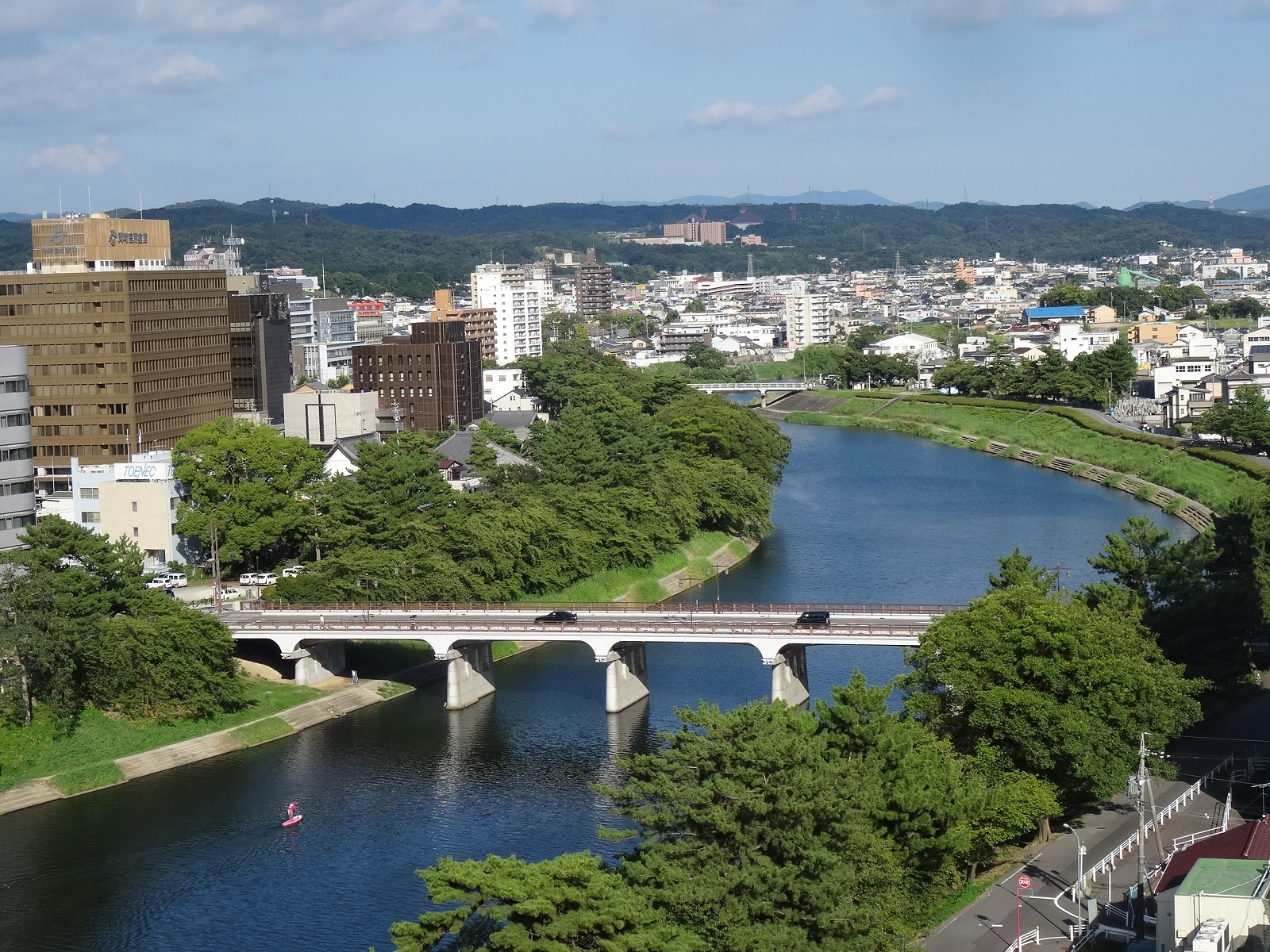
乙川與明代橋

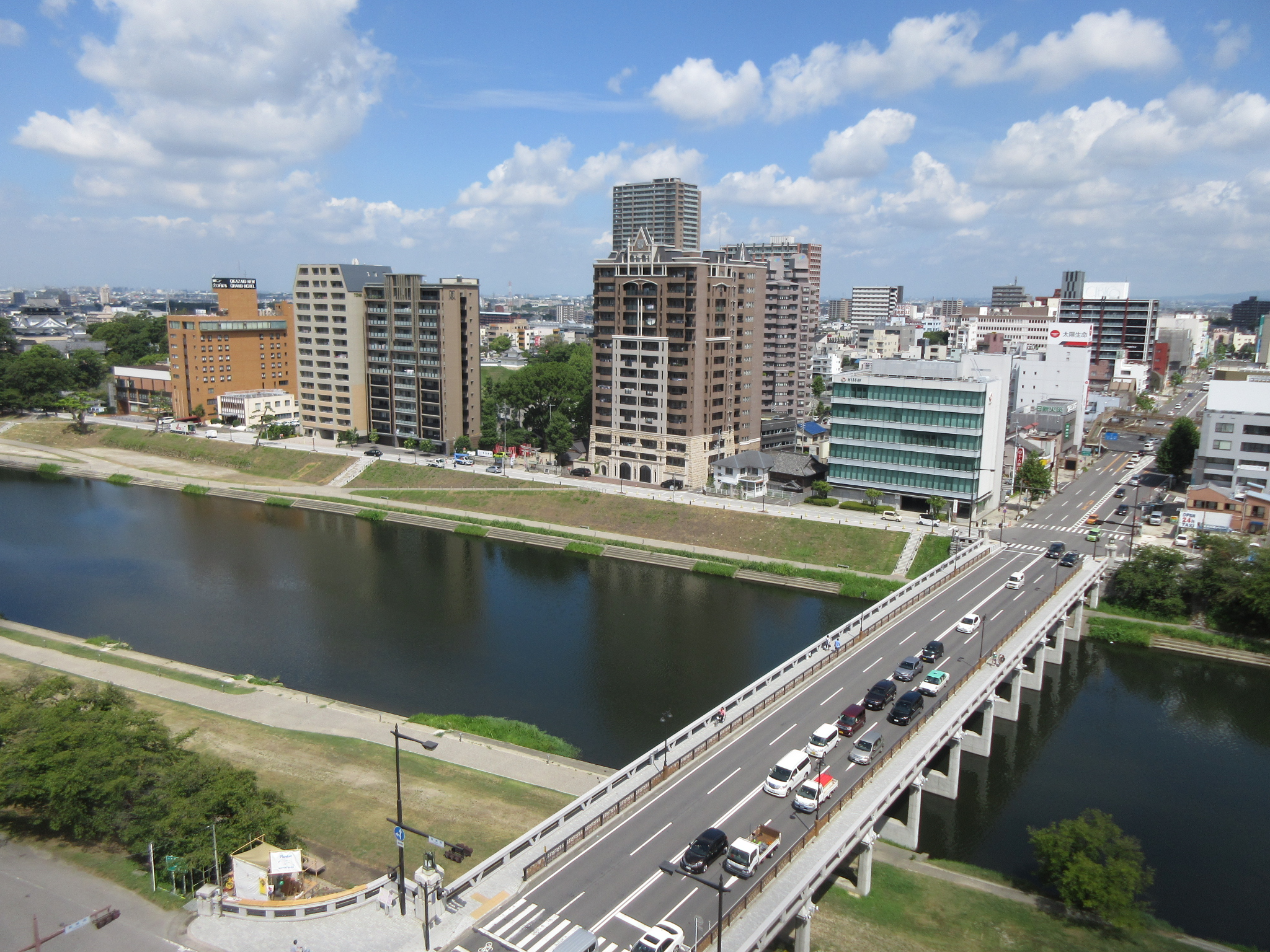
乙川與殿橋

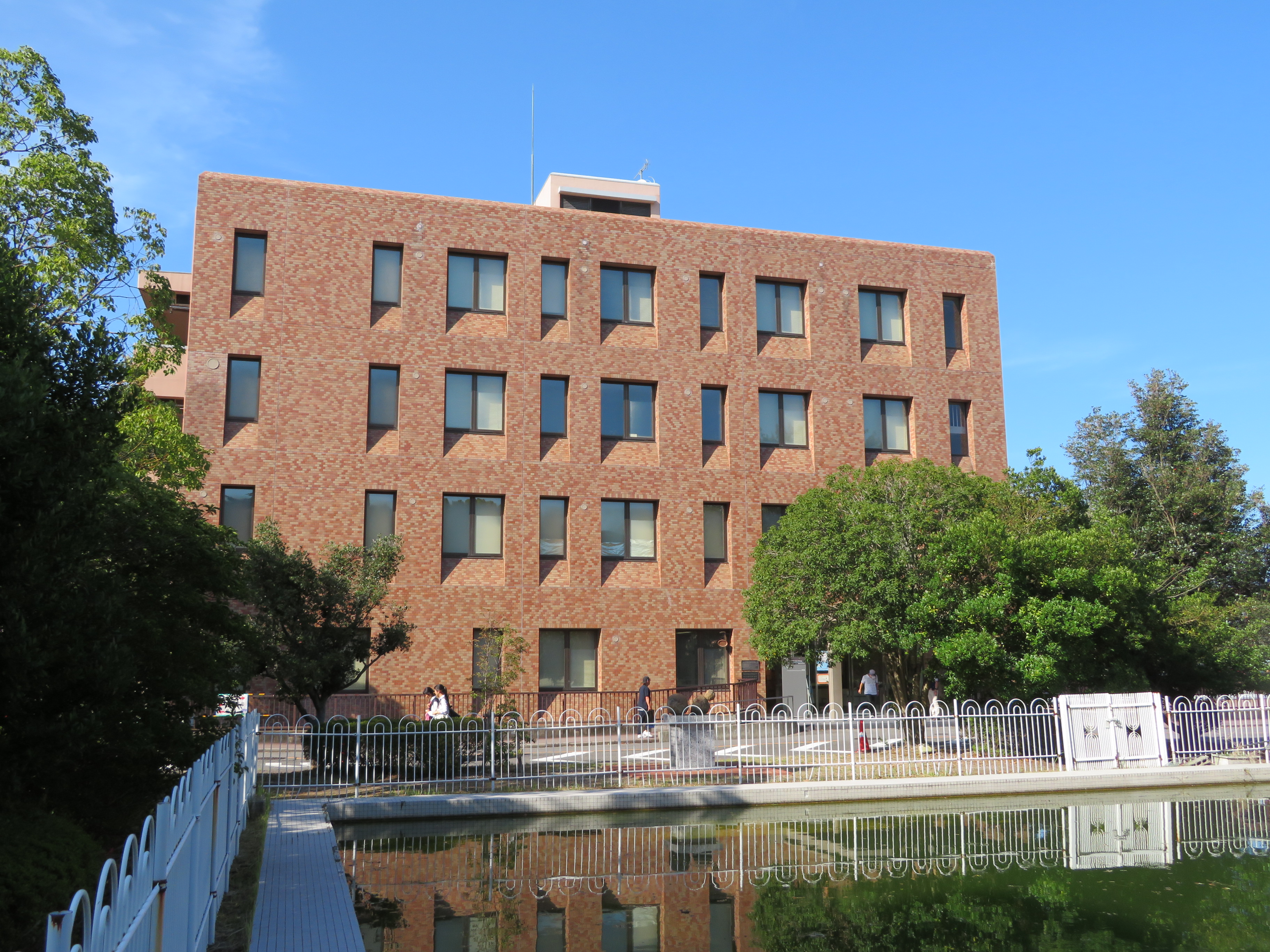
自然科學研究機構

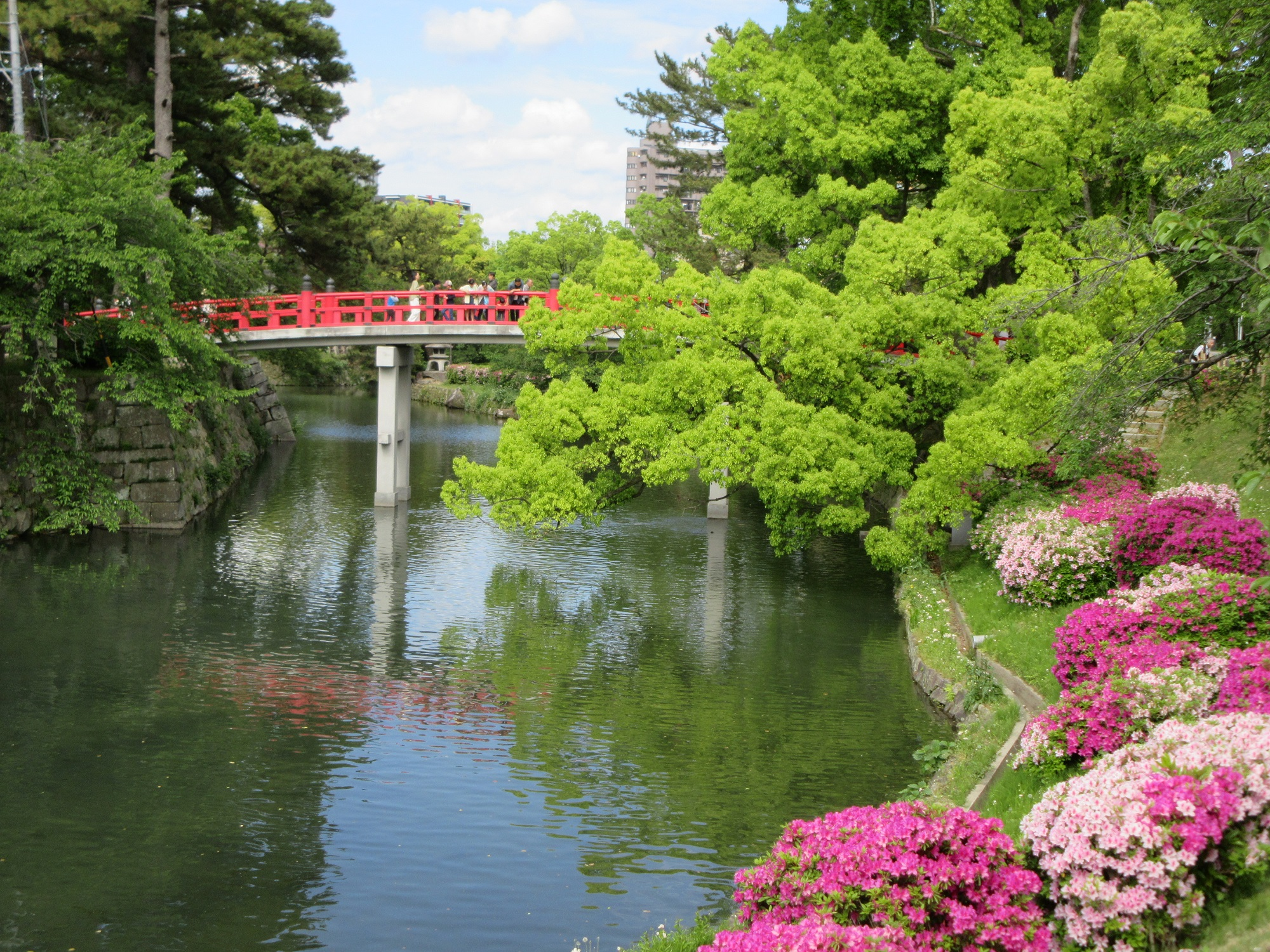
岡崎公園 (岡崎市)

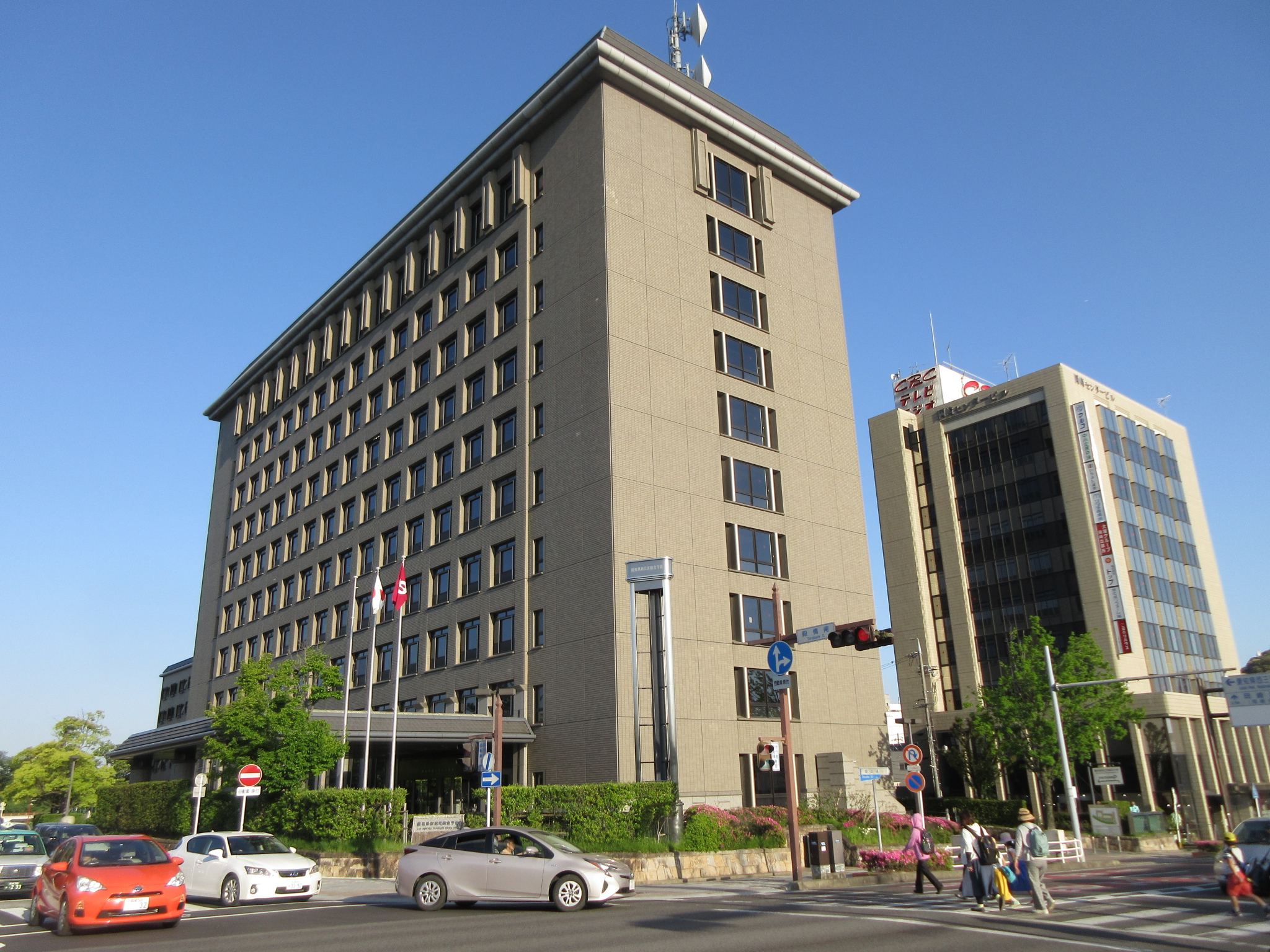
愛知縣西三河綜合廳舍

此站位於岡崎市區南邊的位置，附近設有一級河川乙川。在站前設有餐廳、商店、事業所等商業設施。此站鄰近岡崎城或六所神社等觀光地點，也設有多個住宿設施。
此外，在2019年11月2日，車站北出口設有綜合商業設施「OTO RIVERSIDE TERRACE」，大廈內設有餐廳、商店、酒店、停泊單車場與停車場。

### 北出口
公共設施、政府機關
- 岡崎市政廳
- 愛知縣西三河綜合廳舍
- 岡崎市龍美丘會館（日语：岡崎市竜美丘会館）
- 岡崎市消防本部（日语：岡崎市消防本部）、中消防署本署
- 岡崎市鶺鴒會堂（日语：岡崎市せきれいホール）

媒體機關
- 東海電視台岡崎分社
- 愛知電視台東海・三河分社
- CBC電視台岡崎分社
- 建通新聞（日语：建通新聞）三河分局
- 朝日新聞岡崎分局

教育機關
- 愛知縣立岡崎商業高等學校（日语：愛知県立岡崎商業高等学校）
- 中部美容専門學校 岡崎校
- KTC天空高等學院（日语：KTCおおぞら高等学院） 岡崎校園

公園、觀光地點
- 岡崎公園（日语：岡崎公園 (岡崎市)）
- 岡崎城
- 菅生神社（日语：菅生神社 (岡崎市)）
- 吹矢橋公園
- 明代橋公園

主要商業設施
- 岡大廈百貨店（日语：岡ビル百貨店）
- OTO RIVERSIDE TERRACE（日语：オト リバーサイドテラス） (2019年開幕)
- 安利美特東岡崎 (2007年開幕)

金融機關
- 瑞穗銀行岡崎分店
- 大和証券岡崎分店
- 一吉証券（日语：いちよし証券）岡崎分店
- 岡地証券岡崎分店
- 日本政策金融公庫（日语：日本政策金融公庫）岡崎分店
- 愛知県信用保証協會（日语：信用保証協会）西三河分店 (2020年會遷移至久後崎町（日语：久後崎町）)
- 愛知銀行岡崎分店
- 岡崎信用金庫（日语：岡崎信用金庫）分店
- 岡崎信用金庫 Okashin Loan Plaza岡崎
- 十六銀行（日语：十六銀行）岡崎分店
- 岡崎明大寺郵局

住宿設施
- SUPER HOTEL岡崎
- 岡崎新大酒店
- 岡崎第一酒店
- 岡崎第一酒店　東館
- 岡崎Single酒店
- Grand-Inn東岡崎 (2019年開業)
- Hotel Livemax岡崎 (預計2021年春天開業)

主要企業
- 名鐵巴士岡崎營業所（日语：名鉄バス岡崎営業所）
- SECOM岡崎監理分社
- 三菱電機建築技術服務（日语：三菱電機ビルテクノサービス）三河分店
- Toenec（日语：トーエネック）岡崎分店
- 東邦氣體（日语：東邦ガス）岡崎營業所

其他
- 岡崎中心大廈
- 東岡崎駅前通（日语：東岡崎駅前通り）（愛知縣道477號東大見岡崎線（日语：愛知県道477号東大見岡崎線））
- 摩登道路（愛知縣道477號東大見岡崎線)
- 國道1號
- 乙川（日语：乙川）（明代橋）

### 南口
站前南口廣場-Galleria Plaza （獲得土木學會設計獎 2002 優秀獎 受獎）
媒體機關
- 中部經濟新聞（日语：中部経済新聞）三河分社
- 毎日新聞岡崎分局

教育機關
- 自然科學研究機構（日语：自然科学研究機構）（基礎生物學研究所（日语：基礎生物学研究所）、生理学研究所生理學研究所（日语：生理学研究所生理學研究所）、分子科學研究所（日语：分子科学研究所））
- 愛知縣立岡崎高等學校（日语：愛知県立岡崎高等学校）
- 愛知教育大學附屬岡崎中學（日语：愛知教育大学附属岡崎中学校）
- 岡崎市立三島小學（日语：岡崎市立三島小学校）
- 岡崎市立龍海中學（日语：岡崎市立竜海中学校）

住宿設施
- 岡崎・中央酒店
- Green Hotel Rich德川園

神社、寺院
- 六所神社（日语：六所神社 (岡崎市)）
- 龍海院（日语：龍海院）

其他
- 名鐵中央健身俱樂部岡崎
- 愛知縣豐橋紅十字血液中心　岡崎捐血房
- 電車通（愛知縣道483號岡崎幸田線（日语：愛知県道483号岡崎幸田線））

## 巴士路線
所有巴士路線均由名鐵巴士運行。設有各方向的路線，為岡崎市最大的轉運站。

### 北出口（巴士總站）
1號月台
- 【25】日名町、【51】JR安城站、【55】坂戶、【54】西岡崎站、【52】北野北口、［快速］市民醫院

2號月台
- 【31,32】岡崎元氣館前、【31】市民醫院、【33】櫻形、【34】美合站（經洞町）、【31】中央綜合公園、【35】JR岡崎站（經洞町、美合站）、【24】真傳吉祥1丁目、【39】岡崎墓園

3號月台
- 【12】福岡町（經岡崎警署前、JR岡崎站）、【1〜6,9】JR岡崎站（經岡崎警署前）、［快速］JR岡崎站、【11】南部地域交流中心（經岡崎警署前、JR岡崎站）

4號月台
- 【6】大樹寺（經康生町）、【5】瀧團地、【4】大門站、【2】東名岩津（日语：東名岩津）、【3】三河上鄉站、【1】奧殿陣屋、【8】足助、【7】川向、【15】大沼（經岡崎北高前）、【16】大沼（經大樹寺）、【17】上米河內

5號月台
- 【22】雙葉產業前、【23】岩中、【21】大樹寺（經梅園）。

6號月台
- 落客站

### 北出口交叉口北
9號月台
- 【25】JR岡崎站（經光丘）
- 岡崎町巴士

### 南出口
11號月台
- 【26】龍美丘循環

12號月台
- 【10】JR岡崎站（經AEON Mall岡崎（日语：イオンモール岡崎））

13號月台
- 【91】西尾（由名鐵東部交通（日语：名鉄東部交通）運行）

14號月台
- 【31】美合站（經商工會議所前、綠丘)、【32】 綠丘（經商工會議所前、上地三丁目）、【61】岡崎站(西口)（經中之鄉）

高速巴士月台
- JAMJAM Liner：往橫濱、新宿（日语：新宿駅バスのりば）、東京（日语：東京駅バスのりば）方向（由JAMJAM Express（日语：ジャムジャムエクスプレス）運行）
- OTB Liner：往櫻木町、東京、東京迪士尼樂園（由OTB運行）
- 櫻高速巴士ス：往新宿、二俁新町（由櫻交通・Informatic（日语：桜交通）運行）

## 相鄰車站
名古屋鐵道
 名古屋本線
□快速特急
豐橋（NH01）－（部分停伊奈（NH02）、國府（NH04）、本宿（NH08）、美合（NH11））－東岡崎（NH13）－知立（NH19）
■特急
國府（NH04）－（部分停本宿（NH08）、美合（NH11））－東岡崎（NH13）－新安城（NH17）
■急行
美合（NH11）－（部分男川（NH12））－東岡崎（NH13）－（部分矢作橋（NH15））－新安城（NH17）
■準急（除平日上行1班外在此站變為急行列車）
男川（NH12）－東岡崎（NH13）－矢作橋（NH15）
■普通
男川（NH12）－東岡崎（NH13）－岡崎公園前（NH14）

## 注腳
1. ↑  岩月榮治（監）『目で見る岡崎・額田の100年』，鄉土出版社，1992年 ISBN 978-4876700271 p.102
2. ↑  名古屋鐵道廣報宣傳部（編）. . 名古屋鐵道. 1994: 1052.
3. ↑  名古屋鐵道廣報宣傳部（編）. . 名古屋鐵道. 1994: 1054.
4. ↑  名古屋鐵道廣報宣傳部（編）. . 名古屋鐵道. 1994: 1060.
5. ↑  名古屋鐵道廣報宣傳部（編）. . 名古屋鐵道. 1994: 1070.
6. ↑  名古屋鐵道廣報宣傳部（編）. . 名古屋鐵道. 1994: 570.
7. ↑  名古屋鐵道廣報宣傳部（編）. . 名古屋鉄道. 1994: 1076.
8. ↑  . RAIL FAN (鐵道友之會). 2004年12月, 51 (12): 28.
9. ↑  . 岡崎市政廳. 2019-05-31  [2019-06-07]. （原始内容存档于2019-06-03）.
10. ↑  . 東海愛知新聞. 2019-06-07  [2019-06-07]. （原始内容存档于2019-06-07）.
11. ↑  細谷真里. . 中日新聞. 2019-11-03  [2019-11-03]. （原始内容存档于2019-11-04）.
12. ↑  . 東海愛知新聞. 2019-11-03  [2019-11-03]. （原始内容存档于2020-11-28）.
13. ↑  岡崎市議會 議事記錄 平成16年9月定期例會 -  09月29日 - 15號。
14. ↑  平成18年2月期 決算參考資料 (Report). Uny. (2006年4月13日).
15. ↑   (PDF). 岡崎市政廳.   [2019-05-19].[]
16. 1 2  岡崎市議會 議事記錄 平成20年3月定期例會 - 03月04日 - 02號。
17. ↑   (PDF). 岡崎市議會. 2008-03  [2019-05-19].
18. ↑  岡崎市議會 議事記錄 平成26年6月定期例會 - 06月09日 - 10號。
19. ↑  . Yahoo!ニュース.   [2019-11-02] （日语）.[永久]
20. ↑  日本放送協會. . NHK新聞.   [2019-11-02]. （原始内容存档于2019-11-02）.
21. ↑  . Yahoo!新聞.   [2019-11-03] （日语）.[永久]
22. ↑  竹內雅紀. . 東海愛知新聞. 2014-08-29  [2019-05-19]. （原始内容存档于2020-03-03）.
23. ↑   (PDF). 岡崎市政廳.   [2019-05-26]. （原始内容 (PDF)存档于2019-05-26）.
24. ↑  . 住宅新報web.   [2019-11-02]. （原始内容存档于2019-11-02） （英语）.
25. 1 2  藤井建. . 鐵道畫刊 (電氣車研究會). 2009-03, 816: 160.
26. ↑  .   [2020-03-14]. （原始内容存档于2019-09-30）.
27. 1 2  駅時刻表：名古屋鉄道・名鉄バス （页面存档备份，存于），2019年3月24日參閲
28. ↑  電氣車研究會，『鐵道畫刊』通卷第816號 2009年3月 臨時特刊號 「特集 - 名古屋鉄道」，卷末收錄「名古屋鐵道 配線略圖」
29. ↑  愛知県統計年鑑 的存檔，存档日期2013年12月14日，.
30. ↑  名鐵120年史編纂委員會事務局（編）. . 名古屋鐵道. 2014: 160–162.
31. ↑  名古屋鐵道廣報宣傳部（編）. . 名古屋鐵道. 1994: 651–653.
32. ↑  名古屋鐵道（編集）. . 名古屋鐵道. 1983: 36.
33. ↑  名古屋鉄道PR中心（編集）. . 名古屋鐵道. 1964: 5.
34. ↑  . www.city.okazaki.lg.jp.   [2019-08-11]. （原始内容存档于2021-01-19） （日语）.
35. ↑  . FM岡崎.   [2019-08-11]. （原始内容存档于2019-08-13） （日语）.
36. ↑  . Infoseek新聞.   [2019-11-02]. （原始内容存档于2019-11-02） （日语）.
37. ↑  . 最新不動產新聞網站「R.E.port」.   [2019-11-06]. （原始内容存档于2019-12-12）.

## 外部連結
- 東岡崎 - 名古屋鐵道
- 協同組合岡大廈百貨店 （页面存档备份，存于）（日語）
- 東岡崎站交通設施發展項目工程現況 （页面存档备份，存于）（日語）